# Twierdzenie Steinitza o wymianie
Twierdzenie Steinitza o wymianie – twierdzenie algebry liniowej mówiące, że dowolny układ wektorów liniowo niezależnych skończenie wymiarowej przestrzeni liniowej można dopełnić do bazy tej przestrzeni wektorami wybranymi ze z góry zadanej bazy. Twierdzenie nazwane imieniem matematyka, Ernsta Steinitza.

## Twierdzenie
Niech {\displaystyle X=\{v_{1},\dots ,v_{n}\}} rozpina przestrzeń liniową {\displaystyle V} oraz niech {\displaystyle Y=\{w_{1},\dots ,w_{s}\}} będzie układem wektorów należących do {\displaystyle V,} który jest liniowo niezależny. Wówczas:
1. {\displaystyle s\leqslant n,}
2. Spośród wektorów {\displaystyle v_{1},\dots ,v_{n}} można wybrać taki podzbiór {\displaystyle X'} złożony z {\displaystyle n-s} wektorów, które wraz z wektorami {\displaystyle w_{1},\dots ,w_{s}} tworzą bazę {\displaystyle V.}

### Dowód
Ustalmy {\displaystyle n.} Dowód przebiega indukcyjnie ze względu na {\displaystyle t=|Y|.}
Dla {\displaystyle t=0,} {\displaystyle Y} jest zbiorem pustym, więc wystarczy wziąć {\displaystyle X'=X.}
Załóżmy, że twierdzenie jest prawdziwe dla wszystkich takich zbiorów {\displaystyle Y,} że {\displaystyle |Y|=t-1.} Pokażemy prawdziwość twierdzenia dla {\displaystyle |Y|=t.}
Ustalmy zbiór {\displaystyle Y=\{w_{1},\dots ,w_{s}\},} będący liniowo niezależnym układem wektorów należących do V. Niech {\displaystyle |Y|=s=t} oraz {\displaystyle Y_{1}=\{w_{1},\dots ,w_{s-1}\}.} Z założenia indukcyjnego wynika, że {\displaystyle s-1\leqslant n} oraz istnieje taki zbiór {\displaystyle X'_{1}\subset X,} że {\displaystyle |X'_{1}|=n-(s-1)} oraz {\displaystyle (X'_{1}\cup Y_{1})=V.} Aby uprościć zapis, przyjmijmy, że {\displaystyle X'_{1}=\{v_{1},\dots ,v_{n-s+1}\}.}
Wówczas
{\displaystyle \langle X'_{1}\cup Y_{1}\rangle =\langle v_{1},\dots ,v_{n-s+1},w_{1},\dots ,w_{s-1}\rangle .}
Ponieważ {\displaystyle \langle X'_{1}\cup Y_{1}\rangle =V} i {\displaystyle w_{s}\in V,} więc
{\displaystyle w_{s}=\alpha _{1}v_{1}+\ldots +\alpha _{n-s+1}v_{n-s+1}+\beta _{1}w_{1}+\ldots \beta _{s-1}w_{s-1}}
dla pewnych {\displaystyle \alpha _{i},\beta _{i}.}
Zauważmy, że istnieje takie {\displaystyle i,} że {\displaystyle \alpha _{i}\neq 0,} gdyż w przeciwnym razie mielibyśmy {\displaystyle w_{s}=\beta _{1}w_{1}+\ldots \beta _{s-1}w_{s-1},} co przeczyłoby liniowej niezależności {\displaystyle Y.} Bez straty ogólności, załóżmy, że {\displaystyle \alpha _{n-s+1}\neq 0.}
Wówczas
{\displaystyle v_{n-s+1}=\alpha _{n-s+1}^{-1}(w_{s}-\alpha _{1}v_{1}-\ldots -\alpha _{n-s}v_{n-s}-\beta _{1}w_{1}-\ldots \beta _{s-1}w_{s-1}).}
Stąd {\displaystyle V=\langle v_{1},\dots ,v_{n-s},w_{1},\dots ,w_{s}\rangle ,} gdyż dla każdego {\displaystyle v\in V} istnieją takie {\displaystyle \alpha _{i}',\beta _{i}',} że
{\displaystyle v=\alpha _{1}'v_{1}+\ldots +\alpha _{n-s+1}'v_{n-s+1}+\beta _{1}'w_{1}+\ldots \beta _{s-1}'w_{s-1},}
a podstawiając pod {\displaystyle v_{n-s+1}} z poprzedniej równości odpowiednią kombinację liniową otrzymujemy, że istnieją takie {\displaystyle \alpha _{i}'',\beta _{i}'',} że
{\displaystyle v=\alpha _{1}''v_{1}+\ldots +\alpha _{n-s}''v_{n-s}+\beta _{1}''w_{1}+\ldots \beta _{s}''w_{s}.}
Wystarczy wziąć {\displaystyle X'=\{v_{1},\dots ,v_{n-s}\}.} Wówczas {\displaystyle \langle X'\cup Y\rangle =V.}
Zauważmy, że {\displaystyle s-1<n.} W przeciwnym razie, tj. gdyby {\displaystyle s-1=n,} zbiór {\displaystyle X'_{1}} byłby pusty, więc {\displaystyle \langle Y_{1}\rangle =V,} skąd {\displaystyle w_{s}\in \langle Y_{1}\rangle ,} co przeczyłoby liniowej niezależności {\displaystyle Y.} Skoro {\displaystyle s-1}<{\displaystyle n} to {\displaystyle s\leqslant n.}